# Trini Kwan
Trini Kwan is een personage uit de televisieserie Power Rangers. Ze deed in totaal 88 afleveringen mee in de serie.
In de originele pilotaflevering werd ze gespeeld door Audri DuBois. In deze aflevering werd enkel haar voornaam bekendgemaakt.
Toen de pilot aansloeg en de serie gemaakt werd, werd Audri vervangen door de inmiddels overleden Vietnamees-Amerikaanse actrive Thuy Trang. Het personage van Trini werd aangepast aan deze nieuw actrice (de persoonlijkheden van alle originele MMPR Rangers waren gebaseerd op de acteurs die hen speelden).

## Biografie
Trini werd geïntroduceerd in de eerste aflevering van Mighty Morphin Power Rangers. Toen Rita Repulsa haar aanval op de Aarde begon was Trini een van de vijf tieners die door Zordon werd uitgekozen om een Ranger te worden. Trini werd gekozen vanwege haar vechttalent, snelle denken en compassie.
Trini is zeer bedreven in kung fu en beschikt over kennis van veel verschillende technieken. Ze zou later een professional worden in de kunst van de Praying Mantis Kung Fu, maar voor die tijd gebruikte ze al technieken die hier sterk op leken. Trini gelooft meer in vaardigheid dan in brute kracht. Een eigenschap die ze van haar vader heeft geërfd. Ze probeerde vijanden dan ook altijd met zo min mogelijk kracht te verslaan.
Trini was het op een na slimste lid van het team, waardoor ze vaak Billy’s technische jargon moest vertalen voor de andere teamleden. Ze was tevens lange tijd de enige met wie Billy goed overweg kon.
Trini was een kalm en beleefd persoon die haar rol als Ranger zeer serieus nam. Ze was een milieubeschermer en had een sterk geloof in persoonlijke eer. Dit werd echter een keer misbruikt door Rita Repulsa.
In seizoen 2 kreeg Trini interesse in een nieuwe student genaamd Richie. De twee waren echter te nerveus om met elkaar te spreken.
Trini verliet de serie uiteindelijk toen zij, Jason en Zack werden uitgekozen om deel te nemen aan een vredesconferentie in Zwitserland. Trini werd opgevolgd door Aisha Campbell.

## Andere versie
In de rebootfilm Power Rangers uit 2017 kwam een vernieuwde versie van het personage voor vertolkt door Becky G.

## Trivia
- Volgens de MMPR Interactive cd-rom is Trini's verjaardag op 9 augustus.
- Bij een wedstrijd georganiseerd door ABC Family, werd Trini gekozen als de beste Gele Ranger ooit.
- Gedurende het tweede seizoen liep Thuy Trang een verwonding op aan haar knie. Hierdoor werden haar gevechtsscènes rond deze tijd flink ingekort aangezien Thuy veel van haar stunts zelf deed.
- Trini’s tegenhanger uit de Super Sentai serie Kyouryuu Sentai Zyuranger, waar Mighty Morphin Power Rangers op gebaseerd was, was een man.
- Trini werd uit de serie geschreven omdat Thuy Trang meer geld wilde.
- De aflevering Circuit Unsure van Power Rangers: Time Force, die uitgezonden werd in oktober 2001, werd opgedragen aan Thuy Trang omdat ze kort daarvoor was overleden bij een auto-ongeluk.